# Баттерфілд (Міннесота)
Баттерфілд (англ. Butterfield) — місто (англ. city) в США, в окрузі Ватонван штату Міннесота. Населення — 601 особа (2020).

## Географія
Баттерфілд розташований за координатами 43°57′29″ пн. ш. 94°47′37″ зх. д. / 43.95806° пн. ш. 94.79361° зх. д. (43.958174, -94.793554).  За даними Бюро перепису населення США в 2010 році місто мало площу 1,16 км², уся площа — суходіл. В 2017 році площа становила 1,02 км², уся площа — суходіл.

## Демографія
Згідно з переписом 2010 року, у місті мешкало 586 осіб у 220 домогосподарствах у складі 149 родин. Густота населення становила 507 осіб/км².  Було 238 помешкань (206/км²).
Расовий склад населення:
| - 72,7 % — білих - 7,3 % — азіатів - 0,9 % — чорних або афроамериканців - 0,3 % — вихідців з тихоокеанських островів - 0,2 % — корінних американців - 17,1 % — осіб інших рас |

До двох чи більше рас належало 1,5 %. Частка іспаномовних становила 25,6 % від усіх жителів.
За віковим діапазоном населення розподілялося таким чином: 24,1 % — особи молодші 18 років, 59,2 % — особи у віці 18—64 років, 16,7 % — особи у віці 65 років та старші. Медіана віку мешканця становила 35,0 року. На 100 осіб жіночої статі у місті припадало 102,8 чоловіків;  на 100 жінок у віці від 18 років та старших — 115,0 чоловіків також старших 18 років.
Середній дохід на одне домашнє господарство  становив 57 453 долари США (медіана — 42 353), а середній дохід на одну сім'ю — 59 788 доларів (медіана — 50 893). За межею бідності перебувало 19,0 % осіб, у тому числі 24,5 % дітей у віці до 18 років та 12,8 % осіб у віці 65 років та старших.
Цивільне працевлаштоване населення становило 312 особи. Основні галузі зайнятості: виробництво — 45,2 %, освіта, охорона здоров'я та соціальна допомога — 18,9 %, роздрібна торгівля — 5,8 %, будівництво — 5,8 %.